# Петропавловский мост (Санкт-Петербург)
Петропа́вловский мост — автодорожный железобетонный рамный мост через Карповку в Петроградском районе Санкт-Петербурге, соединяет Петроградский и Аптекарский острова.

## Расположение
Расположен по оси Большого проспекта Петроградской стороны и проспекта Медиков. Выше по течению находится Аптекарский мост, ниже — Силин мост.
Ближайшая станция метрополитена — «Петроградская».

## Название
Название было присвоено 17 июня 1904 года по наименованию Петропавловской улицы, в створе которой первоначально располагался мост.

## История
С 1890-х годов у Аптекарского проспекта существовал деревянный пешеходный мост. В 1903 году в створе Петропавловской улицы был построен деревянный трёхпролётный балочный проезжий мост, его длина составляла 28,6 м, ширина — 11,4 м.
В 1966—1967 годах в связи с планами строительства скоростной автомагистрали на Аптекарском острове (подъезд к Кантемировскому мосту) был построен новый железобетонный мост. Ось нового моста была смещена вниз по течению реки к Большому проспекту. Авторы проекта — инженер «Ленгипроинжпроекта» П. П. Рязанцев и архитектор Л. А. Носков. Строительство выполнило СУ-3 треста «Ленмостострой» под руководством главного инженера К. В. Учаева и производителя работ И. Е. Лившица. Мост был открыт для движения в сентябре 1966 года.

## Конструкция
Мост однопролётный железобетонный рамный (по статической схеме — трёхшарнирная рама). В поперечном сечении пролётное строение состоит из балок заводского изготовления, объединённых железобетонной плитой проезжей части. Под тротуарами установлены разрезные металлические балки, между которыми размещены трубы инженерных коммуникаций. Устои массивные железобетонные, на свайном основании, облицованы гранитом. Фасады облицованы гранитом с рустовым камнем в замке. Длина моста составляет 19,9 м, ширина — 24,3 м.
Мост предназначен для движения автотранспорта и пешеходов. Проезжая часть моста включает в себя 4 полосы для движения автотранспорта. Покрытие проезжей части и тротуаров — асфальтобетон. Тротуары отделены от проезжей части высоким гранитным парапетом. Перильное ограждение чугунное, завершается на устоях гранитным парапетом. На правом берегу с верховой и низовой сторон моста устроены гранитные лестничные спуски на тротуары набережной первого яруса.